# Entorno del aula
El entorno del aula es un concepto que agrupa el clima social así como los aspectos emocionales y físicos del aula. Conlleva la noción de que los maestros influyen en el crecimiento y el comportamiento de los estudiantes. A su vez, el comportamiento del estudiante afecta la interacción con los compañeros; la responsabilidad de influir en estos comportamientos recae en el instructor. La forma en que el instructor organiza el aula debe conducir a un ambiente positivo en lugar de un ambiente destructivo y/o que no es propicio para el aprendizaje. La Dra. Karen L. Bierman, directora del PennState Child Study Center y profesora de psicología, creía que un maestro debe ser una «mano invisible» en el aula.

## Propósito de un entorno de aula positivo
Los profesores deben aprender a guiar a sus alumnos, no a alienarlos. El bienestar del estudiante es primordial en el desarrollo de los lazos sociales con sus compañeros y su instructor. A medida que la educación se vuelve más inclusiva, los profesores deben ser más conscientes de cómo organizar grupos de estudiantes y el procedimiento para organizar a los estudiantes puede conducir a un entorno favorable. Las aulas bien organizadas conducen a un mayor diálogo y evaluación formativa. Los estudiantes con necesidades de educación especial (NEE) tienden a sentirse más excluidos de los otros estudiantes en el aula. Los estudiantes con necesidades educativas especiales incluyen tanto a los que presentan problemas de conducta como aquellos con dificultades de aprendizaje. Los estudiantes que no tienen desventajas están más inclinados a participar ya que sienten que pertenecen y tienen una mayor fe en sus habilidades académicas. La educación se vuelve más placentera cuando los estudiantes crecen como grupo, lo que puede llevar a la reducción de estudiantes que se comportan de manera destructiva. Para impactar en los estudiantes, un maestro necesita monitorear y modificar la influencia que los estudiantes tienen entre sí. Los maestros pueden ayudar a los estudiantes a sentirse incluidos al asignar grupos y reorganizar el diagrama de asientos para que se formen menos camarillas en el aula. Combatir el mal comportamiento es deber de un maestro. Los maestros no solo deben tener en cuenta cómo se organiza el aula, sino también observar los antecedentes de los estudiantes, la vida familiar, el grado y muchos otros problemas complejos que rodean la vida.

### Desinterés por el uso en el aula
Mara W. Allodi, del Departamento de Educación Especial de la Universidad de Estocolmo, en su artículo The Meaning of Social Climate of Learning Environments: Some Reasons Why We Do Not Care Enough About It, analiza la idea de que la competencia social es tan importante para el aprendizaje como el plan de estudios. La enseñanza se ha vuelto más burocrática en la distribución del currículo, su organización y el sistema lo ha convertido más en una competencia por las altas calificaciones y menos en las emociones humanas. La gente suele olvidar la importancia de la autoestima y el estrés; estos afectan la interacción y el aprendizaje de los estudiantes. El entorno del aula no está asociado con el aprendizaje.

### Tecnología en el aula

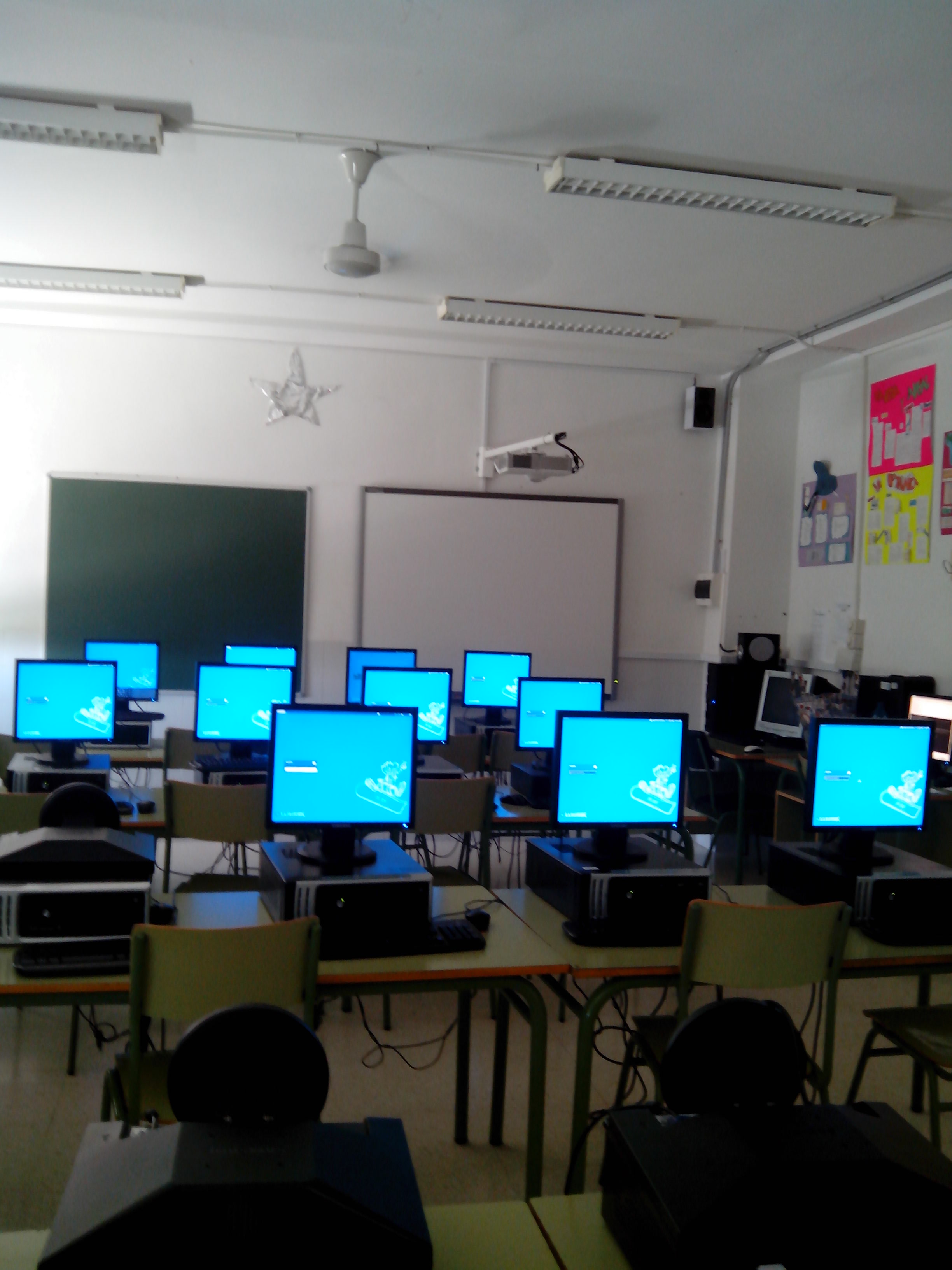
La tecnología usada en el aula supone una herramienta indispensable para el proceso de enseñanza y aprendizaje.

El mayor uso de la tecnología puede llevar al reemplazo de maestros, lo que eliminaría por completo cualquier aspecto social del entorno del aula, ya que los estudiantes estarían aprendiendo de un robot o una máquina y no tendrían esa conexión entre maestro y estudiante, lo cual es esencial. De acuerdo con el sitio web Teachthought.com: «Sin un salón de clases donde los estudiantes puedan formar amistades y relaciones con sus compañeros, es posible que no aprendan las mismas señales sociales que los estudiantes normales. Sin un tiempo real cara a cara con su maestro, es posible que se tomen las clases con menos seriedad».